# Kadawung
Kadawung is een bestuurslaag in het regentschap Subang van de provincie West-Java, Indonesië. Kadawung telt 6064 inwoners (volkstelling 2010).